# République tchèque aux Jeux olympiques d'été de 2016
La République tchèque participe aux Jeux olympiques d'été de 2016 à Rio de Janeiro au Brésil du 5 au 21 août 2016. Il s'agit de sa 6e participation à des Jeux olympiques d'été.

## Athlétisme

### Homme

#### Course
| Athlètes     | Compétitions     | Série         | Série | Demi-Finales  | Demi-Finales | Finale  | Finale  |
| ------------ | ---------------- | ------------- | ----- | ------------- | ------------ | ------- | ------- |
| Athlètes     | Compétitions     | Temps         | Rang  | Temps         | Rang         | Temps   | Rang    |
| Pavel Maslák | 400 mètres       | 45 s 54       | 5e    | 45 s 06       | 3e           | Eliminé | Eliminé |
| Jakub Holuša | 1 500 mètres     | 3 min 38 s 31 | 1er   | 3 min 40 s 83 | 9e           | Eliminé | Eliminé |
| Petr Svoboda | 110 mètres haies | 13 s 65       | 6e    | 13 s 67       | 8e           | Eliminé | Eliminé |
| Lukas Gdula  | 50 km marche     | NC            | NC    | NC            | NC           | DSQ     | /       |

#### Concours
| Athlètes         | Compétitions      | Série    | Série | Finale   | Finale  |
| ---------------- | ----------------- | -------- | ----- | -------- | ------- |
| Athlètes         | Compétitions      | Résultat | Rang  | Résultat | Rang    |
| Jaroslav Bába    | Saut en hauteur   | 2,26 m   | 12e   | 2,20 m   | 14e     |
| Jan Kudlička     | Saut à la perche  | 5,70 m   | 7e    | 5,75 m   | 4e      |
| Michal Balner    | Saut à la perche  | 5,60 m   | 10e   | 5,50 m   | 7e      |
| Radek Juška      | Saut en longueur  | 7,84 m   | 13e   | Eliminé  | Eliminé |
| Tomáš Staněk     | Lancer du poids   | 19,76 m  | 20e   | Eliminé  | Eliminé |
| Lukáš Melich     | Lancer du marteau | 73,14 m  | 15e   | Eliminé  | Eliminé |
| Vítězslav Veselý | Lancer du javelot | 82,85 m  | 10e   | 82,51 m  | 7e      |
| Jakub Vadlejch   | Lancer du javelot | 83,27 m  | 7e    | 82,42 m  | 8e      |
| Petr Frydrych    | Lancer du javelot | 83,60 m  | 5e    | 79,12 m  | 12e     |

### Femme

#### Course
| Athlètes              | Compétitions     | Série | Série | Demi-Finales | Demi-Finales | Finale  | Finale  |
| --------------------- | ---------------- | ----- | ----- | ------------ | ------------ | ------- | ------- |
| Athlètes              | Compétitions     | Temps | Rang  | Temps        | Rang         | Temps   | Rang    |
| Eva Vrabcová-Nývltová | Marathon         | NC    | NC    | NC           | NC           | 2:33:51 | 26e     |
| Zuzana Hejnová        | 400 mètres haies | 55.54 | 2e    | 54.55        | 1er          | 53.92   | 4e      |
| Denisa Rosolová       | 400 mètres haies | 56.36 | 4e    | 57.39        | 8e           | Eliminé | Eliminé |
| Anežka Drahotová      | 20 km marche     | NC    | NC    | NC           | NC           | 1:30:43 | 10e     |

## Aviron
Légende: FA = finale A (médaille) ; FB = finale B (pas de médaille) ; FC = finale C (pas de médaille) ; FD = finale D (pas de médaille) ; FE = finale E (pas de médaille) ; FF = finale F (pas de médaille) ; SA/B = demi-finales A/B ; SC/D = demi-finales C/D ; SE/F = demi-finales E/F ; QF = quarts de finale; R= repêchage
Hommes
| Athlète                                                  | Compétition                      | Séries        | Séries | Repêchage     | Repêchage | Quarts de finale | Quarts de finale | Demi-finales  | Demi-finales | Finale        | Finale                              |
| Athlète                                                  | Compétition                      | Temps         | Rang   | Temps         | Rang      | Temps            | Rang             | Temps         | Rang         | Temps         | Rang                                |
| -------------------------------------------------------- | -------------------------------- | ------------- | ------ | ------------- | --------- | ---------------- | ---------------- | ------------- | ------------ | ------------- | ----------------------------------- |
| Ondřej Synek                                             | Skiff                            | 7 min 21 s 90 | 1 QF   | exempt        | exempt    | 6 min 50 s 51    | 2 SA/B           | 6 min 58 s 56 | 1 FA         | 6 min 44 s 10 | Médaille de bronze, Jeux olympiques |
| Lukaš Helešic Jakub Podrazil                             | Deux sans barreur                | 6 min 42 s 71 | 3 SA/B | exempt        | exempt    | NC               | NC               | 6 min 32 s 85 | 6 FB         | 7 min 00 s 04 | 7                                   |
| Jiří Kopáč Jan Vetešník Ondřej Vetešník Miroslav Vraštil | Quatre sans barreur poids légers | 6 min 39 s 95 | 5 R    | 6 min 04 s 30 | 3 SA/B    | NC               | NC               | 6 min 33 s 43 | 6 FB         | 6 min 43 s 52 | 12                                  |

Femmes
| Athlète                              | Compétition    | Séries        | Séries | Repêchage     | Repêchage | Quarts de finale | Quarts de finale | Demi-finales  | Demi-finales | Finale        | Finale |
| Athlète                              | Compétition    | Temps         | Rang   | Temps         | Rang      | Temps            | Rang             | Temps         | Rang         | Temps         | Rang   |
| ------------------------------------ | -------------- | ------------- | ------ | ------------- | --------- | ---------------- | ---------------- | ------------- | ------------ | ------------- | ------ |
| Miroslava Knapková                   | Skiff          | 8 min 28 s 90 | 2 QF   | exempt        | exempt    | 7 min 37 s 04    | 2 SA/B           | 7 min 47 s 53 | 4 FB         | 7 min 22 s 86 | 7      |
| Lenka Antošová Kristýna Fleissnerová | Deux de couple | 7 min 35 s 85 | 4 R    | 7 min 03 s 68 | 3 SA/B    | NC               | NC               | 7 min 03 s 79 | 6 FB         | 7 min 43 s 77 | 10     |

## Badminton
| Athlète           | Compétition   | Phase de groupes                         | Phase de groupes                     | Phase de groupes | Phase de groupes | 1/8 de finale    | Quarts de finale | Demi-finales     | Finale           | Finale   |
| Athlète           | Compétition   | Adversaire Score                         | Adversaire Score                     | Adversaire Score | Rang             | Adversaire Score | Adversaire Score | Adversaire Score | Adversaire Score | Rang     |
| ----------------- | ------------- | ---------------------------------------- | ------------------------------------ | ---------------- | ---------------- | ---------------- | ---------------- | ---------------- | ---------------- | -------- |
| Petr Koukal       | Simple hommes | battu par Ouseph 14-21, 18-21            | battu par Sasaki 10-21, 21-16, 12-21 | NC               | 3e Gr. I         | Éliminé          | Éliminé          | Éliminé          | Éliminé          | Éliminé  |
| Kristína Gavnholt | Simple dames  | battue par Yamaguchi 22-20, 12-21, 15-21 | battue par Tee 20-22, 15-21          | NC               | 3e Gr. K         | Éliminée         | Éliminée         | Éliminée         | Éliminée         | Éliminée |

## Canoë-kayak

### Slalom
|                            | Compétition | Éliminatoires | Éliminatoires | Éliminatoires | Éliminatoires | Éliminatoires | Éliminatoires | Demi-finales | Demi-finales | Finale   | Finale                              |
| Course 1                   | Compétition | Rang          | Course 2      | Rang          | Total         | Rang          | Résultat      | Rang         | Résultat     | Rang     |                                     |
| -------------------------- | ----------- | ------------- | ------------- | ------------- | ------------- | ------------- | ------------- | ------------ | ------------ | -------- | ----------------------------------- |
| Vítězslav Gebas            | C1 hommes   | 109 s 92      | 14            | 102 s 78      | 12            | 102 s 78      | 14 Q          | 98 s 77      | 5 Q          | 97 s 57  | 4                                   |
| Jonáš Kašpar Marek Šindler | C2 hommes   | 106 s 32      | 6             | 103 s 43      | 2             | 103 s 43      | 4 Q           | 108 s 09     | 2 Q          | 108 s 35 | 8                                   |
| Jiří Prskavec              | K1 hommes   | 88 s 71       | 3             | 101 s 18      | 17            | 88 s 71       | 7 Q           | 90 s 62      | 2 Q          | 88 s 99  | Médaille de bronze, Jeux olympiques |
| Kateřina Kudějová          | K1 femmes   | 102 s 06      | 3             | 106 s 10      | 8             | 102 s 06      | 5 Q           | 103 s 78     | 4 Q          | 108 s 76 | 10                                  |

## Cyclisme

### Cyclisme sur route
| Athlète       | Compétition             | Temps              | Rang |
| ------------- | ----------------------- | ------------------ | ---- |
| Leopold König | Course en ligne hommes  | non terminé        | NC   |
| Leopold König | Contre-la-montre hommes | 1 h 15 min 26 s 64 | 11e  |
| Jan Bárta     | Course en ligne hommes  | non terminé        | NC   |
| Jan Bárta     | Contre-la-montre hommes | 1 h 15 min 56 s 91 | 15e  |
| Petr Vakoč    | Course en ligne hommes  | 6 h 30 min 05 s    | 58e  |
| Zdeněk Štybar | Course en ligne hommes  | non terminé        | NC   |

### Cyclisme sur piste
Vitesse
| Athlète       | Compétition                 | Qualification | Qualification | 1er tour                 | Repêchages 1             | 2e tour                  | Repêchages 2             | Quarts de finale         | Demi-finales             | Finale                   | Finale |
| Athlète       | Compétition                 | Temps Vitesse | Rang          | Adversaire Temps Vitesse | Adversaire Temps Vitesse | Adversaire Temps Vitesse | Adversaire Temps Vitesse | Adversaire Temps Vitesse | Adversaire Temps Vitesse | Adversaire Temps Vitesse | Rang   |
| ------------- | --------------------------- | ------------- | ------------- | ------------------------ | ------------------------ | ------------------------ | ------------------------ | ------------------------ | ------------------------ | ------------------------ | ------ |
| Pavel Kelemen | Vitesse individuelle hommes |               |               |                          |                          |                          |                          |                          |                          |                          |        |
| Adam Ptáčník  | Vitesse individuelle hommes |               |               |                          |                          |                          |                          |                          |                          |                          |        |

Keirin
| Athlète       | Compétition   | 1er tour | Repêchage | 2e tour | Finale |
| Athlète       | Compétition   | Rang     | Rang      | Rang    | Rang   |
| ------------- | ------------- | -------- | --------- | ------- | ------ |
| Pavel Kelemen | Keirin hommes |          |           |         |        |

### VTT
| Athlète          | Compétition              | Temps | Rang |
| ---------------- | ------------------------ | ----- | ---- |
| Ondřej Cink      | Cross-country VTT hommes |       |      |
| Jaroslav Kulhavý | Cross-country VTT hommes |       |      |
| Jan Škarnitzl    | Cross-country VTT hommes |       |      |
| Kateřina Nash    | Cross-country VTT femmes |       |      |

## Natation
| Athlète          | Épreuve        | Séries        | Séries | Demi-finales | Demi-finales | Finale   | Finale   |
| Athlète          | Épreuve        | Temps         | Rang   | Temps        | Rang         | Temps    | Rang     |
| ---------------- | -------------- | ------------- | ------ | ------------ | ------------ | -------- | -------- |
| Lucie Svěcená    | 100 m papillon | 59 s 45       | 27e    | Éliminée     | Éliminée     | Éliminée | Éliminée |
| Barbora Závadová | 400 m 4 nages  | 4 min 38 s 53 | 14e    | NC           | NC           | Éliminée | Éliminée |
| Simona Baumrtová | 400 m dos      | 1 min 01 s 08 | 17e    | Éliminé      | Éliminé      | Éliminé  | Éliminé  |

| Athlète       | Épreuve       | Séries        | Séries | Demi-finales | Demi-finales | Finale  | Finale  |
| Athlète       | Épreuve       | Temps         | Rang   | Temps        | Rang         | Temps   | Rang    |
| ------------- | ------------- | ------------- | ------ | ------------ | ------------ | ------- | ------- |
| Pavel Janeček | 400 m 4 nages | 4 min 22 s 09 | 24e    | NC           | NC           | Éliminé | Éliminé |
| Jan Micka     | 400 m libre   | 3 min 49 s 97 | 29e    | NC           | NC           | Éliminé | Éliminé |